# Szwajcaria Kaszubska
Szwajcaria Kaszubska (Kaszëbskô Szwajcariô, kasjubisk og tysk: Kaschubische Schweiz) (bogstaveligt talt: Kasjubiske Schweiz ) er et bakket skov- og søområde i den nordlige del af Kasjubiske sødistrikt. I det kasjubiske Schweiz ligger det højeste punkt i det polske lavland (Niż Polski) - Wieżyca der er 329 meter over havets overflade.
Hovedfloder: Radunia, Łeba, Slupia og Wierzyca.